# BOOTS OF THE RAG
BOOTS OF THE RAG（ブーツ・オブ・ザ・ラグ）は、日本の男性3人組のパンクロックバンド。1997年結成。キャッスルレコード、Limited Recordsを経て現在活動休止中。

## メンバー
- TETSU（飯田 哲也）ボーカル、ベース
- RYOUSUKE（野村 亮介）ボーカル、ギター
- TOMO（中川 智洋）ドラム

## ディスコグラフィー

### 日本国内リリース

#### CD MAXI SINGLE
- Groves on! (1998)
- Falling up (1999)

#### CD ALBUM
- CASUAL PUNK 3 (2001)
- Continental Property